# Eubranchidae
Die Eubranchidae sind eine Familie der Fadenschnecken in der Unterordnung der Nacktkiemer. Die meist kleinen, ausschließlich marinen gehäuselosen Schnecken fressen vor allem Hydrozoen.

## Merkmale
Die Eubranchidae haben einen schlanken Körper. Vorn sitzen zwei Mundfühler, die aber meist sehr viel kürzer als die oberhalb am Kopf sitzenden, glatten Rhinophoren sind. Der Rücken ist mit einfachen oder verzweigten Reihen verdickter, mit ringförmigen Verengungen und Knötchen besetzter Cerata überzogen, in die wie bei anderen Fadenschnecken Ausläufer der Mitteldarmdrüse führen. Die Ausläufer enden in so genannten Nesselsäcken (auch Cnidosäcke), in denen die Nesselkapseln der gefressenen Nesseltiere gespeichert werden und der Verteidigung der Schnecken gegen Fressfeinde dienen.
Die rechteckigen Seitenzähne der dreireihigen Radula haben einen einzelnen Höcker. Die Kiefer haben glatte oder gezähnelte Schneiden. Der After mündet am Rücken in der Lücke zwischen den Ceratareihen, die vom rechten bzw. linken Lappen der Mitteldarmdrüse versorgt werden.
Wie andere Fadenschnecken sind die Eubranchidae Zwitter. Sie haben einen unbewehrten Penis, eine Bursa copulatrix, welche die Spermien des Geschlechtspartners aufnimmt, und eine Befruchtungskammer. Die Schnecken begatten sich gegenseitig und legen gallertige Eigelege ab, in deren durchsichtiger Hülle man die zahlreichen Eier sieht. Aus diesen schlüpfen Veliger-Larven, die sich von Plankton ernähren und nach einer längeren pelagischen Phase zu kleinen Fadenschnecken metamorphosieren.
Die Eubranchidae fressen Nesseltiere, vor allem Polypen von Hydrozoen.

## Einige Arten
Man findet Schnecken der Familie Eubranchidae weltweit in kalten, gemäßigten und warmen Meeren. In der Nordsee ist die Familie durch die Ballon-Fadenschnecke (Eubranchus exiguus), die Orangegepunktete Ballon-Fadenschnecke (Eubranchus farrani) und die Blasse Fadenschnecke (Eubranchus pallidus) vertreten.

## Systematik
Nach Bouchet und Rocroi (2005) ist die Familie Eubranchidae eine von fünf Familien in der Überfamilie Fionoidea. Zur Familie gehören neun Gattungen:
- Aenigmastyletus Martynov, 1998
- Amphorina Quatrefages, 1844
- Dunga
  - Dunga ocellata (Alder & Hancock, 1864)
- Eubranchopsis
  - Eubranchopsis virginalis Baba, 1949
- Eubranchus Forbes, 1838
  - Eubranchus agrius (O’Donoghue, 1922)
  - Eubranchus columbianus (O’Donoghue, 1922)
  - Eubranchus coniclus (Er. Marcus, 1958)
  - Eubranchus doriae (Trinchese, 1874)
  - Eubranchus echizenicus Baba, 1975
  - Eubranchus exiguus (Alder and Hancock, 1848)
  - Eubranchus farrani (Alder and Hancock, 1844)
  - Eubranchus horii Baba, 1960
  - Eubranchus inabai Baba, 1964
  - Eubranchus misakiensis Baba, 1960
  - Eubranchus olivaceus (O’Donoghue, 1922)
  - Eubranchus pallidus (Alder and Hancock, 1842)
  - Eubranchus rubeolus Burn, 1964
  - Eubranchus rubropunctatus Edmunds, 1969
  - Eubranchus rustyus (Er. Marcus, 1961)
  - Eubranchus sanjuanensis Roller, 1972
  - Eubranchus steinbecki Behrens, 1987
  - Eubranchus tricolor Forbes, 1838
  - Eubranchus vittatus (Alder and Hancock, 1842)
- Galvina Alder & Hancock, 1855
- Galvinella Eliot, 1907
- Leostyletus Martynov, 1998
- Nudibranchus Martynov, 1998